# Strzegów (gromada w powiecie gubińskim)
Strzegów – dawna gromada, czyli najmniejsza jednostka podziału terytorialnego Polskiej Rzeczypospolitej Ludowej w latach 1954–1972.
Gromady, z gromadzkimi radami narodowymi (GRN) jako organami władzy najniższego stopnia na wsi, funkcjonowały od reformy reorganizującej administrację wiejską przeprowadzonej jesienią 1954 do momentu ich zniesienia z dniem 1 stycznia 1973, tym samym wypierając organizację gminną w latach 1954–1972.
Gromadę Strzegów z siedzibą GRN w Strzegowie utworzono – jako jedną z 8759 gromad na obszarze Polski – w powiecie gubińskim w woj. zielonogórskim na mocy uchwały nr V/16/54 WRN w Zielonej Górze z dnia 5 października 1954. W skład jednostki weszły obszary dotychczasowych gromad Strzegów, Markosice, Późna i Mielno ze zniesionej gminy Markosice w tymże powiecie. Dla gromady ustalono 9 członków gromadzkiej rady narodowej.
1 stycznia 1958 gromadę zniesiono, a jej obszar włączono do gromady Grabice w tymże powiecie.